# Liste der denkmalgeschützten Objekte in Pezinok
Die Liste der denkmalgeschützten Objekte in Pezinok enthält die 66 nach slowakischen Denkmalschutzvorschriften geschützten Objekte in der Gemeinde Pezinok im Okres Pezinok.

## Denkmäler
| Foto |                 | Denkmal / č. ÚZPF                            | Standort / Konskr. Nr.                                                               | Offizielle Beschreibung                          | Beschreibung                                         | Metadaten                                                                   |
| ---- | --------------- | -------------------------------------------- | ------------------------------------------------------------------------------------ | ------------------------------------------------ | ---------------------------------------------------- | --------------------------------------------------------------------------- |
| ja   | Datei hochladen | Denkmal(sk) ObjektID: 107-503/0              | (Mestský park) Standort KG: Pezinok Konskr.Nr.:                                      | padlí v SNP;                                     | für die Opfer des Nationalaufstandes                 | č. NKP: 107-503/0 Stand des NKP: 2012-02-08 Name: POMNÍK                    |
|      | Datei hochladen | Statue(sk) ObjektID: 107-527/0               | (Zumberg) KG: Pezinok Konskr.Nr.:                                                    | Ecce Homo;                                       | Ecce Homo                                            | č. NKP: 107-527/0 Stand des NKP: 2012-02-08 Name: SOCHA                     |
| ja   | Datei hochladen | Stadtmauer(sk) ObjektID: 107-510/1           | (Okolo historic.jadra) Standort KG: Pezinok Konskr.Nr.:                              | mestské hradby                                   | Stadtmauer um den historischen Kern                  | č. NKP: 107-510/1 Stand des NKP: 2012-02-08 Name: OPEVNENIE MESTSKÉ         |
| BW   | Datei hochladen | Denkmal(sk) ObjektID: 107-504/0              | Cajlanská ul., Standort KG: Pezinok Konskr.Nr.:                                      | padlí v II.sv.v.                                 | für die Gefallenen des WK II                         | č. NKP: 107-504/0 Stand des NKP: 2012-02-08 Name: POMNÍK                    |
| BW   | Datei hochladen | Bürgerhaus(sk) ObjektID: 107-10858/0         | Holubyho ul. 9, Standort KG: Pezinok Konskr.Nr.: 51                                  | prejazdový,radový                                | Reihenhaus, Passage                                  | č. NKP: 107-10858/0 Stand des NKP: 2012-02-08 Name: DOM MEŠTIANSKY          |
| BW   | Datei hochladen | Bürgerhaus(sk) ObjektID: 107-10859/0         | Holubyho ul. 13, Standort KG: Pezinok Konskr.Nr.: 53                                 | prejazdový,radový                                | Reihenhaus, Passage                                  | č. NKP: 107-10859/0 Stand des NKP: 2012-02-08 Name: DOM MEŠTIANSKY          |
| BW   | Datei hochladen | Bürgerhaus(sk) ObjektID: 107-10860/0         | Holubyho ul. 17, Standort KG: Pezinok Konskr.Nr.: 55                                 | prejazdový,radový                                | Reihenhaus, Passage                                  | č. NKP: 107-10860/0 Stand des NKP: 2012-02-08 Name: DOM MEŠTIANSKY          |
| BW   | Datei hochladen | Bürgerhaus(sk) ObjektID: 107-10861/0         | Holubyho ul. 21, Standort KG: Pezinok Konskr.Nr.: 57                                 | prejazdový,radový                                | Reihenhaus, Passage                                  | č. NKP: 107-10861/0 Stand des NKP: 2012-02-08 Name: DOM MEŠTIANSKY          |
| BW   | Datei hochladen | Bürgerhaus(sk) ObjektID: 107-521/0           | Holubyho ul. 22 (st.c.24) Standort KG: Pezinok Konskr.Nr.: 104                       | radový                                           | Reihenhaus                                           | č. NKP: 107-521/0 Stand des NKP: 2012-02-08 Name: DOM MEŠTIANSKY            |
| ja   | Datei hochladen | Bürgerhaus(sk) ObjektID: 107-10862/0         | Holubyho ul. 25, Standort KG: Pezinok Konskr.Nr.: 59                                 | prejazdový,radový Hotel Jelen                    | Reihenhaus, Passage, Hotel Jelen                     | č. NKP: 107-10862/0 Stand des NKP: 2012-02-08 Name: DOM MEŠTIANSKY          |
| BW   | Datei hochladen | Bürgerhaus(sk) ObjektID: 107-10863/0         | Holubyho ul. 29,31, Standort KG: Pezinok Konskr.Nr.: 61,62                           | radový                                           | Reihenhaus                                           | č. NKP: 107-10863/0 Stand des NKP: 2012-02-08 Name: DOM MEŠTIANSKY          |
| BW   | Datei hochladen | Bürgerhaus(sk) ObjektID: 107-10864/0         | Holubyho ul. 33, Standort KG: Pezinok Konskr.Nr.: 63                                 | radový                                           | Reihenhaus                                           | č. NKP: 107-10864/0 Stand des NKP: 2012-02-08 Name: DOM MEŠTIANSKY          |
| ja   | Datei hochladen | Bürgerhaus(sk) ObjektID: 107-10986/0         | Holubyho ul. 39, Standort KG: Pezinok Konskr.Nr.: 66                                 | prejazdový,radový                                | Reihenhaus, Passage                                  | č. NKP: 107-10986/0 Stand des NKP: 2012-02-08 Name: DOM MEŠTIANSKY          |
| ja   | Datei hochladen | Bürgerhaus(sk) ObjektID: 107-10987/0         | Holubyho ul. 41, Standort KG: Pezinok Konskr.Nr.: 67                                 | prejazdový,radový                                | Reihenhaus, Passage                                  | č. NKP: 107-10987/0 Stand des NKP: 2012-02-08 Name: DOM MEŠTIANSKY          |
| ja   | Datei hochladen | Bürgerhaus(sk) ObjektID: 107-10865/0         | Holubyho ul. 43, Standort KG: Pezinok Konskr.Nr.: 68,2791                            | prejazdový,radový                                | Reihenhaus, Passage                                  | č. NKP: 107-10865/0 Stand des NKP: 2012-02-08 Name: DOM MEŠTIANSKY          |
| ja   | Datei hochladen | Weinhauerhaus(sk) ObjektID: 107-10866/0      | Holubyho ul. 45, Standort KG: Pezinok Konskr.Nr.: 69                                 | prejazdový,radový                                | Reihenhaus, Passage                                  | č. NKP: 107-10866/0 Stand des NKP: 2012-02-08 Name: DOM VINOHRADNÍCKY       |
| ja   | Datei hochladen | Gedenk-Weinhauerhaus(sk) ObjektID: 107-506/1 | Holubyho ul. 47, Standort KG: Pezinok Konskr.Nr.:                                    | Holuby J.L. 1836-1923,botanik                    | für Jozef Ľudovít Holuby, Botaniker, ev. Pfarrer     | č. NKP: 107-506/1 Stand des NKP: 2012-02-08 Name: DOM VINOHRADNÍCKY PAMÄTNÝ |
| ja   | Datei hochladen | Gedenktafel(sk) ObjektID: 107-506/2          | Holubyho ul. 47 (Na dome c.47) Standort KG: Pezinok Konskr.Nr.:                      | Holuby J.L. 1836-1923,botanik                    | für den Botaniker Josef Ludwig Holuby                | č. NKP: 107-506/2 Stand des NKP: 2012-02-08 Name: TABUĽA PAMÄTNÁ            |
| ja   | Datei hochladen | Weinhauerhaus(sk) ObjektID: 107-10867/0      | Holubyho ul. 51,53, Standort KG: Pezinok Konskr.Nr.: 72,73                           | prejazdový,radový                                | Reihenhaus, Passage                                  | č. NKP: 107-10867/0 Stand des NKP: 2012-02-08 Name: DOM VINOHRADNÍCKY       |
| ja   | Datei hochladen | Weinhauerhaus(sk) ObjektID: 107-10868/0      | Holubyho ul. 55, Standort KG: Pezinok Konskr.Nr.: 74                                 | prejazdový,radový                                | Reihenhaus, Passage                                  | č. NKP: 107-10868/0 Stand des NKP: 2012-02-08 Name: DOM VINOHRADNÍCKY       |
| ja   | Datei hochladen | Weinhauerhaus(sk) ObjektID: 107-10869/0      | Holubyho ul. 57, Standort KG: Pezinok Konskr.Nr.: 75                                 | prejazdový,radový                                | Reihenhaus, Passage                                  | č. NKP: 107-10869/0 Stand des NKP: 2012-02-08 Name: DOM VINOHRADNÍCKY       |
| ja   | Datei hochladen | Weinhauerhaus(sk) ObjektID: 107-10870/0      | Holubyho ul. 59, Standort KG: Pezinok Konskr.Nr.: 76                                 | prejazdový,radový                                | Reihenhaus, Passage                                  | č. NKP: 107-10870/0 Stand des NKP: 2012-02-08 Name: DOM VINOHRADNÍCKY       |
| ja   | Datei hochladen | Weinhauerhaus(sk) ObjektID: 107-10872/0      | Holubyho ul. 73 (Hrnciarska 58/2787) Standort KG: Pezinok Konskr.Nr.: 83             | prejazdový,nározný                               | Eckhaus, Passage                                     | č. NKP: 107-10872/0 Stand des NKP: 2012-02-08 Name: DOM VINOHRADNÍCKY       |
| ja   | Datei hochladen | Weinhauerhaus(sk) ObjektID: 107-10873/0      | Holubyho ul. 75, Standort KG: Pezinok Konskr.Nr.: 84                                 | prejazdový,nározný                               | Eckhaus, Passage                                     | č. NKP: 107-10873/0 Stand des NKP: 2012-02-08 Name: DOM VINOHRADNÍCKY       |
| ja   | Datei hochladen | Weinhauerhaus(sk) ObjektID: 107-10874/0      | Holubyho ul. 77, Standort KG: Pezinok Konskr.Nr.: 85                                 | prejazdový,radový                                | Reihenhaus, Passage                                  | č. NKP: 107-10874/0 Stand des NKP: 2012-02-08 Name: DOM VINOHRADNÍCKY       |
| ja   | Datei hochladen | Weinhauerhaus(sk) ObjektID: 107-10875/0      | Holubyho ul. 79, Standort KG: Pezinok Konskr.Nr.: 86                                 | prejazdový,radový                                | Reihenhaus, Passage                                  | č. NKP: 107-10875/0 Stand des NKP: 2012-02-08 Name: DOM VINOHRADNÍCKY       |
| ja   | Datei hochladen | Weinhauerhaus(sk) ObjektID: 107-10876/0      | Holubyho ul. 81, Standort KG: Pezinok Konskr.Nr.: 87                                 | prejazdový,radový                                | Reihenhaus, Passage                                  | č. NKP: 107-10876/0 Stand des NKP: 2012-02-08 Name: DOM VINOHRADNÍCKY       |
| ja   | Datei hochladen | Weinhauerhaus(sk) ObjektID: 107-10877/0      | Holubyho ul. 85, Standort KG: Pezinok Konskr.Nr.: 89                                 | prejazdový,radový                                | Reihenhaus, Passage                                  | č. NKP: 107-10877/0 Stand des NKP: 2012-02-08 Name: DOM VINOHRADNÍCKY       |
| ja   | Datei hochladen | Weinhauerhaus(sk) ObjektID: 107-10878/0      | Holubyho ul. 87, Standort KG: Pezinok Konskr.Nr.:                                    | prejazdový,radový                                | Reihenhaus, Passage                                  | č. NKP: 107-10878/0 Stand des NKP: 2012-02-08 Name: DOM VINOHRADNÍCKY       |
| ja   | Datei hochladen | Weinhauerhaus(sk) ObjektID: 107-10879/0      | Holubyho ul. 89, Standort KG: Pezinok Konskr.Nr.: 91                                 | prejazdový,nározný                               | Reihenhaus, Passage                                  | č. NKP: 107-10879/0 Stand des NKP: 2012-02-08 Name: DOM VINOHRADNÍCKY       |
| ja   | Datei hochladen | Kapuzinerkloster(sk) ObjektID: 107-525/1     | Holubyho ul. 91, Standort KG: Pezinok Konskr.Nr.: 92                                 | charitný domov                                   | Haus der Wohltätigkeit                               | č. NKP: 107-525/1 Stand des NKP: 2012-02-08 Name: KLÁŠTOR KAPUCÍNOV         |
| ja   | Datei hochladen | Kirche(sk) ObjektID: 107-525/2               | Holubyho ul. 91, Standort KG: Pezinok Konskr.Nr.: 92                                 | r.k.sv.Trojice; kapucínsky                       | römisch-katholische Dreifaltigkeitskirche, Kapuziner | č. NKP: 107-525/2 Stand des NKP: 2012-02-08 Name: KOSTOL                    |
| ja   | Datei hochladen | Weinhauerhaus(sk) ObjektID: 107-10880/0      | Kollárova ul. 16, KG: Pezinok Konskr.Nr.: 134                                        | prejazdový,radový                                | Reihenhaus, Passage                                  | č. NKP: 107-10880/0 Stand des NKP: 2012-02-08 Name: DOM VINOHRADNÍCKY       |
|      | Datei hochladen | Weinhauerhaus(sk) ObjektID: 107-10881/0      | Kollárova ul. 18, KG: Pezinok Konskr.Nr.: 135                                        | prejazdový,radový                                | Reihenhaus, Passage                                  | č. NKP: 107-10881/0 Stand des NKP: 2012-02-08 Name: DOM VINOHRADNÍCKY       |
| ja   | Datei hochladen | Bürgerhaus(sk) ObjektID: 107-10882/0         | Kollárova ul. 20, KG: Pezinok Konskr.Nr.: 136                                        | prejazdový,nározný                               | Eckhaus, Passage                                     | č. NKP: 107-10882/0 Stand des NKP: 2012-02-08 Name: DOM MEŠTIANSKY          |
| ja   | Datei hochladen | Gedenkhaus(sk) ObjektID: 107-507/1           | Kupeckého ul. 39, Standort KG: Pezinok Konskr.Nr.: 735                               | Kupecký Ján; Rodný dom J.Kupeckého-miesto        | für Ján Kupecký, Geburtshaus desselben               | č. NKP: 107-507/1 Stand des NKP: 2012-02-08 Name: DOM PAMÄTNÝ               |
| ja   | Datei hochladen | Gedenktafel(sk) ObjektID: 107-507/2          | Kupeckého ul. 39 (Na dome c.39) Standort KG: Pezinok Konskr.Nr.: 735                 | Kupecký Ján; 1667-1740, maliar                   | für den Maler Ján Kupecký                            | č. NKP: 107-507/2 Stand des NKP: 2012-02-08 Name: TABUĽA PAMÄTNÁ            |
|      | Datei hochladen | Wassermühle(sk) ObjektID: 107-2138/0         | Limbasská cesta 464, KG: Grinava Konskr.Nr.: 464                                     | Strapákov mlyn                                   | Mühle Strapák                                        | č. NKP: 107-2138/0 Stand des NKP: 2012-02-08 Name: MLYN VODNÝ               |
|      | Datei hochladen | Wassermühle(sk) ObjektID: 107-10660/1        | Malacká cesta 65 (Cajla-smer Malacky) KG: Pezinok Konskr.Nr.: 2217                   |                                                  |                                                      | č. NKP: 107-10660/1 Stand des NKP: 2012-02-08 Name: MLYN VODNÝ              |
|      | Datei hochladen | Mühlenantrieb(sk) ObjektID: 107-10660/2      | Malacká cesta 65 (Cajla-smer Malacky) KG: Pezinok Konskr.Nr.: 2217                   |                                                  |                                                      | č. NKP: 107-10660/2 Stand des NKP: 2012-02-08 Name: NÁHON MLYNSKÝ           |
|      | Datei hochladen | Statuengruppe(sk) ObjektID: 107-10660/3      | Malacká cesta 65 (Cajla-smer Malacky) KG: Pezinok Konskr.Nr.: 2217                   |                                                  |                                                      | č. NKP: 107-10660/3 Stand des NKP: 2012-02-08 Name: SUŠIAREŇ PAPIERA        |
|      | Datei hochladen | Wassermühle(sk) ObjektID: 107-2139/1         | Malacká cesta 247 (Cajla) KG: Pezinok Konskr.Nr.: 2834                               | Schaubmarov mlyn                                 | Schaubmar Mühle                                      | č. NKP: 107-2139/1 Stand des NKP: 2012-02-08 Name: MLYN VODNÝ               |
| ja   | Datei hochladen | Schloss(sk) ObjektID: 107-511/1              | Mladoboleslavská ul. 5, Standort KG: Pezinok Konskr.Nr.: 1114                        | Pezinský zámok                                   | Festung Pezinok                                      | č. NKP: 107-511/1 Stand des NKP: 2012-02-08 Name: KAŠTIEĽ                   |
| ja   | Datei hochladen | Park(sk) ObjektID: 107-511/2                 | Mladoboleslavská ul. (Pri kastieli) Standort KG: Pezinok Konskr.Nr.:                 | zámocký park                                     | Festungspark                                         | č. NKP: 107-511/2 Stand des NKP: 2012-02-08 Name: PARK                      |
|      | Datei hochladen | Weinhauerhaus(sk) ObjektID: 107-496/0        | Myslenická ul. 132, KG: Grinava Konskr.Nr.: 3192                                     |                                                  |                                                      | č. NKP: 107-496/0 Stand des NKP: 2012-02-08 Name: DOM VINOHRADNÍCKY         |
| ja   | Datei hochladen | Kirche(sk) ObjektID: 107-498/0               | Myslenická ul. 3195, Standort KG: Grinava Konskr.Nr.: 3195                           | ev.a.v.                                          | evangelische Kirche                                  | č. NKP: 107-498/0 Stand des NKP: 2012-02-08 Name: KOSTOL                    |
| ja   | Datei hochladen | Kirche(sk) ObjektID: 107-497/0               | Myslenická ul. 3617 (Grinava,JZ cast) Standort KG: Grinava Konskr.Nr.: 3617          | r.k.sv.Zigmunda; farský kostol sv.Zigmunda       | römisch-katholische Pfarrkirche St. Sigmund          | č. NKP: 107-497/0 Stand des NKP: 2012-02-08 Name: KOSTOL                    |
| ja   | Datei hochladen | Denkmal(sk) ObjektID: 107-495/0              | Myslenická ul. (pri kostole) Standort KG: Grinava Konskr.Nr.:                        | padlí v I.+II.sv.v. pomník padlým v I.a II.sv.v. | für die Gefallenen der WK I + II                     | č. NKP: 107-495/0 Stand des NKP: 2012-02-08 Name: POMNÍK                    |
| ja   | Datei hochladen | Denkmal(sk) ObjektID: 107-2483/0             | Myslenická ul. (pri ceste) Standort KG: Grinava Konskr.Nr.:                          | II.sv.v. pomník padlým v II.sv.v.                | für die Gefallenen des WK II                         | č. NKP: 107-2483/0 Stand des NKP: 2012-02-08 Name: POMNÍK                   |
| ja   | Datei hochladen | Bürgerhaus(sk) ObjektID: 107-10883/0         | Radnicné nám. 1, Standort KG: Pezinok Konskr.Nr.: 43                                 | prejazdový,nározný                               | Eckhaus, Passage                                     | č. NKP: 107-10883/0 Stand des NKP: 2012-02-08 Name: DOM MEŠTIANSKY          |
| ja   | Datei hochladen | Bürgerhaus(sk) ObjektID: 107-10884/0         | Radnicné nám. 3, Standort KG: Pezinok Konskr.Nr.: 45                                 | prejazdový,radový                                | Reihenhaus, Passage                                  | č. NKP: 107-10884/0 Stand des NKP: 2012-02-08 Name: DOM MEŠTIANSKY          |
| ja   | Datei hochladen | Kirche(sk) ObjektID: 107-524/1               | Radnicné nám. 3567, Standort KG: Pezinok Konskr.Nr.: 3567                            | r.k.Premenenia Pána; Dolný kostol                | römisch-katholische Unterkirche Verklärung des Herrn | č. NKP: 107-524/1 Stand des NKP: 2012-02-08 Name: KOSTOL                    |
| BW   | Datei hochladen | Tor(sk) ObjektID: 107-524/2                  | Radnicné nám. 3567 (vstup do dvora z Holubyho) Standort KG: Pezinok Konskr.Nr.: 3567 | mrezová mrezová dvojkrídlová brána               | Gitterflügeltür                                      | č. NKP: 107-524/2 Stand des NKP: 2012-02-08 Name: BRÁNA                     |
| ja   | Datei hochladen | Kirche(sk) ObjektID: 107-523/0               | Stefánikova ul. 0, Standort KG: Pezinok Konskr.Nr.:                                  | r.k.Nanebovzatia P.M. Farský kostol              | römisch-katholische Kirche Mariä Himmelfahrt         | č. NKP: 107-523/0 Stand des NKP: 2012-02-08 Name: KOSTOL                    |
| ja   | Datei hochladen | Rathaus(sk) ObjektID: 107-512/0              | Stefánikova ul. 1, Standort KG: Pezinok Konskr.Nr.: 1                                | nározná                                          | Eckhaus                                              | č. NKP: 107-512/0 Stand des NKP: 2012-02-08 Name: RADNICA                   |
| ja   | Datei hochladen | Bürgerhaus(sk) ObjektID: 107-10885/0         | Stefánikova ul. 2, Standort KG: Pezinok Konskr.Nr.: 20-21                            | prejazdový,nározný                               | Eckhaus, Passage                                     | č. NKP: 107-10885/0 Stand des NKP: 2012-02-08 Name: DOM MEŠTIANSKY          |
| ja   | Datei hochladen | Bürgerhaus(sk) ObjektID: 107-513/0           | Stefánikova ul. 3, Standort KG: Pezinok Konskr.Nr.: 2                                | radový                                           | Reihenhaus                                           | č. NKP: 107-513/0 Stand des NKP: 2012-02-08 Name: DOM MEŠTIANSKY            |
| ja   | Datei hochladen | Bürgerhaus(sk) ObjektID: 107-520/0           | Stefánikova ul. 4, Standort KG: Pezinok Konskr.Nr.: 21                               | Vinohradnícke múzeum                             | Rebenmuseum                                          | č. NKP: 107-520/0 Stand des NKP: 2012-02-08 Name: DOM MEŠTIANSKY            |
| ja   | Datei hochladen | Bürgerhaus(sk) ObjektID: 107-514/0           | Stefánikova ul. 5, Standort KG: Pezinok Konskr.Nr.: 3                                | radový                                           | Reihenhaus                                           | č. NKP: 107-514/0 Stand des NKP: 2012-02-08 Name: DOM MEŠTIANSKY            |
| ja   | Datei hochladen | Bürgerhaus(sk) ObjektID: 107-515/0           | Stefánikova ul. 9, Standort KG: Pezinok Konskr.Nr.: 5                                | radový Petersovská kúria                         | Reihenhaus, Herrenhaus Petersovská                   | č. NKP: 107-515/0 Stand des NKP: 2012-02-08 Name: DOM MEŠTIANSKY            |
| ja   | Datei hochladen | Weinhauerhaus(sk) ObjektID: 107-10886/0      | Stefánikova ul. 11, Standort KG: Pezinok Konskr.Nr.: 6                               | prejazdový,radový                                | Reihenhaus, Passage                                  | č. NKP: 107-10886/0 Stand des NKP: 2012-02-08 Name: DOM VINOHRADNÍCKY       |
| ja   | Datei hochladen | Gedenktafel(sk) ObjektID: 107-505/0          | Stefánikova ul. 14 (Na dome c.1) KG: Pezinok Konskr.Nr.: 1                           | výr.zalozenia mesta; Povýsenie na mesto          | für die Gründung der Stadt, zur Stadt erhoben        | č. NKP: 107-505/0 Stand des NKP: 2012-02-08 Name: TABUĽA PAMÄTNÁ            |
| ja   | Datei hochladen | Bürgerhaus(sk) ObjektID: 107-516/0           | Stefánikova ul. 19, Standort KG: Pezinok Konskr.Nr.:                                 | radový                                           | Reihenhaus                                           | č. NKP: 107-516/0 Stand des NKP: 2012-02-08 Name: DOM MEŠTIANSKY            |
| ja   | Datei hochladen | Bürgerhaus(sk) ObjektID: 107-517/0           | Stefánikova ul. 21, Standort KG: Pezinok Konskr.Nr.: 11                              | radový                                           | Reihenhaus                                           | č. NKP: 107-517/0 Stand des NKP: 2012-02-08 Name: DOM MEŠTIANSKY            |
| ja   | Datei hochladen | Bürgerhaus(sk) ObjektID: 107-518/0           | Stefánikova ul. 23, Standort KG: Pezinok Konskr.Nr.: 12                              | radový                                           | Reihenhaus                                           | č. NKP: 107-518/0 Stand des NKP: 2012-02-08 Name: DOM MEŠTIANSKY            |
| ja   | Datei hochladen | Weinhauerhaus(sk) ObjektID: 107-10887/0      | Stefánikova ul. 29, Standort KG: Pezinok Konskr.Nr.: 15                              | prejazdový,radový                                | Reihenhaus, Passage                                  | č. NKP: 107-10887/0 Stand des NKP: 2012-02-08 Name: DOM VINOHRADNÍCKY       |

## Legende
Die Tabelle enthält im Einzelnen folgende Informationen:
| Foto:                    | Fotografie des Denkmals. |
| Denkmal / č. ÚZPF:       | Die Übersetzung der Bezeichnung des Denkmals, wie sie vom Slowakischen Denkmalamt (Pamiatkový úrad Slovenskej republiky) verwendet wird. Die Originalbezeichnung ist unter dem Fragezeichen angegeben. Fehlt die Übersetzung, so wird die Originalbezeichnung direkt angezeigt. Weiters ist die Objekt-Identifikationsnummer (Objekt ID) angeführt. Sie ist die offizielle, in der Slowakei eindeutige Nummer č. ÚZPF inklusive der zugehörigen Zählnummer, wie sie in den Daten des Denkmalamtes angegeben wird. Da diese nur innerhalb eines Landkreises gezählt wird, ist dessen Nummer der Denkmalnummer vorangestellt. |
| Standort:                | Wenn in der Liste vorhanden, ist die Adresse angegeben. In Klammern kann sich noch eine zusätzliche Adresse befinden, wenn es beispielsweise ein Eckhaus ist. Bei freistehenden Objekten ohne Adresse (zum Beispiel bei Bildstöcken) ist eine Adresse angegeben, die in der Nähe des Objekts liegt. Durch Aufruf des Links Standort wird die Lage des Denkmals in verschiedenen Kartenprojekten angezeigt. Darunter sind die Katastralgemeinde (KG) und, wenn vorhanden, die Konskriptionsnummer (Konskr. Nr.) angegeben.                                                                                                   |
| Offizielle Beschreibung: | Es ist die Kurzbeschreibung auf Slowakisch, wie sie in den offiziellen Listen angegeben ist, eingetragen. |
| Beschreibung:            | Kurze Angaben zum Denkmal auf Deutsch. |
| Metadaten:               | Zusätzlich werden, wenn in den persönlichen Einstellungen das Helferlein Dauerhaftes Einblenden von Metadaten aktiviert ist, ebensolche angezeigt. |

- Karte mit allen Koordinaten:
- OSM |
- WikiMap